# Сезон ФК «Десна» 2016—2017
Сезон ФК «Десна» 2016—2017 — 13-й сезон «Десни» у Першій лізі та 26-й у чемпіонаті України.

## Трансфери

### Прийшли в клуб
| Дата                                   | Поз.        | Ім'я                  | З клубу                         | Примітка              | *             |
| -------------------------------------- | ----------- | --------------------- | ------------------------------- | --------------------- | ------------- |
| Літнє трансферне вікно (2016 р.)       |             |                       |                                 |                       |               |
| 16 червня 2016                         | воротар     | Костянтин Махновський | Суми                            | контракт на 1 рік     | [ 1 ] [ 2 ]   |
| 5 липня 2016                           | нападник    | Олександр Філіппов    | Авангард (Краматорськ)          | контракт на 1 рік     | [ 3 ]         |
| 8 липня 2016                           | півзахисник | Андрій Мостовий       | Зірка (Кропивницький)           | контракт на 1 рік     | [ 4 ]         |
| 8 липня 2016                           | захисник    | Ігор Солдат           | Гірник (Кривий Ріг)             | контракт на 1 рік     | [ 4 ]         |
| 14 липня 2016                          | півзахисник | Богдан Мишенко        | ост.кл. Мілсамі (Оргіїв)        |                       | [ 5 ]         |
| 23 липня 2016                          | півзахисник | Олександр Волков      | Олімпік (Донецьк)               |                       | [ 6 ]         |
| 23 липня 2016                          | нападник    | Денис Галенков        | Олімпік (Донецьк)               |                       | [ 6 ]         |
| 12 серпня 2016                         | воротар     | Сергій Мелашенко      | Зернопром (Анисів)              |                       | [ 7 ] [ 8 ]   |
| 2 вересня 2016                         | захисник    | Антон Братков         | Верес (Рівне)                   |                       | [ 9 ]         |
| 4 жовтня 2016                          | захисник    | Олександр Головко     | Динамо-2 (Київ)                 | контракт на 2,5 роки  | [ 10 ] [ 11 ] |
| 4 жовтня 2016                          | півзахисник | В'ячеслав Акімов      | ост. кл. Іллічівець (Маріуполь) |                       | [ 12 ]        |
| Зимове трансферне вікно (2016—2017 р.) |             |                       |                                 |                       |               |
| 7 грудня 2016                          | півзахисник | Леван Арвеладзе       | Нафтовик-Укрнафта (Охтирка)     | контракт на 1,5 року  | [ 13 ] [ 14 ] |
| 18 грудня 2016                         | захисник    | Рудольф Сухомлинов    | Зугдіді                         | → повернувся з оренди |               |
| 10 лютого 2017                         | нападник    | Володимир Лисенко     | Олімпік (Донецьк)               |                       | [ 15 ]        |
| 24 лютого 2017                         | півзахисник | Ілля Коваленко        | Оболонь-Бровар (Київ)           | контракт на 3,5 роки  | [ 16 ] [ 17 ] |
| 2 березня 2017                         | півзахисник | Максим Банасевич      | Зоря (Луганськ)                 | контракт на 3 роки    | [ 18 ]        |
| 14 березня 2017                        | нападник    | Ігор Кірієнко         | Гірник-спорт (Горішні Плавні)   | контракт на 3,5 роки  | [ 19 ]        |

### Пішли з клубу
| Дата                                   | Поз.        | Ім'я               | З клубу                       | Примітка              | *             |
| -------------------------------------- | ----------- | ------------------ | ----------------------------- | --------------------- | ------------- |
| Літнє трансферне вікно (2016 р.)       |             |                    |                               |                       |               |
| 15 червня 2016                         | воротар     | Богдан Когут       | Верес (Рівне)                 |                       | [ 20 ] [ 21 ] |
| 15 червня 2016                         | півзахисник | Максим Марусич     | Гірник-спорт (Горішні Плавні) |                       | [ 20 ]        |
| 15 червня 2016                         | півзахисник | Олег Луценко       | Гагра (Тбілісі)               |                       | [ 20 ] [ 21 ] |
| 15 червня 2016                         | нападник    | Микита Вовченко    |                               |                       | [ 20 ] [ 21 ] |
| 15 червня 2016                         | півзахисник | Дмитро Задерецький | Волинь (Луцьк)                | → повернувся з оренди | [ 20 ] [ 22 ] |
| 7 липня 2016                           | захисник    | Вадим Малюк        | Єдність (Плиски)              |                       | [ 23 ] [ 24 ] |
| 15 липня 2016                          | захисник    | Олександр Іоша     | Нива (Вінниця)                |                       | [ 25 ]        |
| 31 серпня 2016                         | захисник    | Рудольф Сухомлинов | Зугдіді                       | → оренда              | [ 26 ]        |
| 31 серпня 2016                         | захисник    | Максим Лещенко     | Полтава                       |                       | [ 27 ]        |
| Зимове трансферне вікно (2016—2017 р.) |             |                    |                               |                       |               |
| 24 січня 2017                          | півзахисник | Богдан Мишенко     | Динамо (Тбілісі)              |                       | [ 28 ]        |
| 31 січня 2017                          | захисник    | Рудольф Сухомлинов | Самтредія                     |                       | [ 29 ]        |

## Товариські матчі
Передсезонні матчі
| 02.07.2016 | «Десна»     | 1:0 | «Сталь U-21» (Кам'янське) | Демидів        |  |
| 18:00      | Філіппов ?' |     |                           | Стадіон: Діназ |  |

| 03.07.2016 | «Динамо U-21» (Київ) | 1:2 | «Десна»     | Київ                     |  |
|            | Головко ?' (авт.)    |     | Філіппов ?' | Стадіон: НТБ ФК «Динамо» |  |

| 09.07.2016 | «Десна»                    | 2:1 | «Персеполіс» (Тегеран)    | Київ                     |  |
| 17:30      | Філіппов 24' Банасевич 87' |     | Аліпур (пен.) · Амірі 43' | Стадіон: НТБ ФК «Динамо» |  |

| 13.07.2016 | «Десна»        | 1:3 | «Арсенал» (Київ)              | Ворзель |  |
|            | Максименко 10' |     | Матвєєв 18' 34' Пилипенко 23' |         |  |

| 14.07.2016 | «Десна»     | 1:2 | «Нива» (Вінниця)      | Ворзель |  |
| 17:00      | Мельник 61' |     | Колінс 77' 84' (пен.) |         |  |

| 16.07.2016 | «Динамо U-21» (Київ) | 1:2 | «Десна»                 | Київ                     |  |
|            | ? ?'                 |     | Філіппов ?' Мостовий ?' | Стадіон: НТБ ФК «Динамо» |  |

| 19.07.2016 | «Оболонь-Бровар» (Київ) | 1:1 | «Десна»    | Буча                             |  |
|            | Сахнюк 65'              |     | Волков 54' | Стадіон: НТБ ФК «Оболонь-Бровар» |  |

Товариські матчі в ході осінньої частини сезону
| 01.09.2016 | «Зірка» (Кропивницький) | 2:0 | «Десна» | Харків |  |
|            | ? 6' Полегенько 47'     |     |         |        |  |

Легенда:
| Перемога | Нічия | Поразка |

## Перша ліга

### Матчі
| 1-й тур 24.07.2016 | «Миколаїв»    | 0:2      | «Десна»                                | Миколаїв                                                   |  |
| 18:00              | Муховиков 49' | протокол | Філіппов 2' Картушов 41' Коберідзе 64' | Стадіон: ЦМС Глядачі: 3 000 Суддя: Козиряцький (Запоріжжя) |  |

| 2-й тур 30.07.2016 | «Десна»                | 1:0      | «Нафтовик-Укрнафта» (Охтирка) | Київ                                                            |  |
| 18:30              | Волков 22' Мельник 82' | протокол | Зайчук 78'                    | Стадіон: Оболонь-Арена Глядачі: 1 000 Суддя: Міланич (Миколаїв) |  |

| 3-й тур 05.08.2016 | «Черкаський Дніпро»              | 1:0      | «Десна»                          | Черкаси                                                          |  |
| 18:00              | Бушман 25' (пен.) - Савченко 47' | протокол | - Чорноморець 24' Галенков 90+2' | Стадіон: Центральний Глядачі: 2 700 Суддя: Митровський (Ужгород) |  |

| 4-й тур 14.08.2016 | «Десна»                                           | 1:1      | «Геліос» (Харків)                     | Харків                                                 |  |
| 18:00              | Філіппов 76' Коберідзе 30' Фаворов 39' Волков 52' | протокол | Субочев 79' Коротецький 33' Цапій 65' | Стадіон: Сонячний Глядачі: 300 Суддя: Романов (Дніпро) |  |

| 5-й тур 19.08.2016 | «Буковина» (Чернівці)                                           | 0:1      | «Десна»                     | Чернівці                                                          |  |
| 18:00              | Перін 12' (пен.) · Скоблов 48' · Тєрєхов 68' · Темерівський 86' | протокол | Чепурненко 29' Мостовий 86' | Стадіон: Буковина Глядачі: 2 519 Суддя: Шурман (Київська область) |  |

| 6-й тур 26.08.2016 | «Десна»                    | 0:0      | «Верес» (Рівне)        | Харків                                               |  |
| 18:00              | Мостовий 81' Коберідзе 86' | протокол | Кучеров 55' Котляр 78' | Стадіон: Сонячний Глядачі: 100 Суддя: Шандор (Львів) |  |

| 7-й тур 04.09.2016 | «Тернопіль»                                           | 0:2      | «Десна»          | Тернопіль                                             |  |
| 17:00              | Скидан 27' Червонецький 58' Бабич 69' Шаповалов 90+2' | протокол | Філіппов 19' 45' | Стадіон: МС Глядачі: 1 200 Суддя: Даньковський (Київ) |  |

| 8-й тур 09.09.2016 | «Десна»         | 0:4      | «Колос» (Ковалівка)                                      | Харків                                                            |  |
| 17:00              | Чорноморець 34' | протокол | Морозко 25' 38' Зуєвич 69' Мельник 90' (авт.) Зуєвич 28' | Стадіон: Сонячний Глядачі: 200 Суддя: Копієвський (Кропивницький) |  |

| 9-й тур 13.09.2016 | «Авангард» (Краматорськ) | 0:2      | «Десна»                                   | Краматорськ                                               |  |
| 17:30              |                          | протокол | Чепурненко 62' Картушов 90+3' Мишенко 48' | Стадіон: Авангард Глядачі: 700 Суддя: Деревинський (Київ) |  |

| 10-й тур 18.09.2016 | «Суми»                                            | 0:0      | «Десна»                              | Суми                                                 |  |
| 16:30               | Лучик 39' Суходуб 87' Брікнер 90+1' Кравчук 90+5' | протокол | Бовтрук 66' Волков 89' Фаворов 90+6' | Стадіон: Ювілейний Глядачі: 825 Суддя: Павлюк (Київ) |  |

| 11-й тур 25.09.2016 | «Десна»                        | 3:0      | «Скала» (Стрий) | Київ                                                           |  |
| 16:30               | Банасевич 28' 52' Філіппов 87' | протокол |                 | Стадіон: Оболонь-Арена Глядачі: 500 Суддя: Даньковський (Київ) |  |

| 12-й тур 01.10.2016 | «Гірник-спорт» (Горішні Плавні) | 2:5      | «Десна»                                                                 | Горішні Плавні                                         |  |
| 15:30               | Яворський 73' Марусич 90+2'     | протокол | Філіппов 48' 51' Чепурненко 76' Картушов 82' Максименко 88' Фаворов 63' | Стадіон: Юність Глядачі: 400 Суддя: Кузьмін (Миколаїв) |  |

| 13-й тур 08.10.2016 | «Десна»                                             | 1:0      | «Інгулець» (Петрове)                | Київ                                                      |  |
| 16:00               | Фаворов 4' Чепурненко 54' Картушов 58' Мостовий 87' | протокол | Шарко 12' Панасенко 73' Даценко 85' | Стадіон: Оболонь-Арена Глядачі: 150 Суддя: Шандор (Львів) |  |

| 14-й тур 15.10.2016 | «Арсенал» (Київ)                              | 1:2      | «Десна»                                        | Бориспіль                                                  |  |
| 15:00               | Есеола 55' Кизилатеш 17' Білий 47' Есеола 89' | протокол | Мельник 32' Волков 73' Мостовий 53' Волков 89' | Стадіон: Колос Глядачі: 250 Суддя: Омельченко (Слов'янськ) |  |

| 15-й тур 22.10.2016 | «Десна»                                 | 0:1      | «Полтава»                         | Київ                                                         |  |
| 15:00               | Волков 72' Чорноморець 73' Філіппов 82' | протокол | Трояновський 42' Лещенко 74', 77' | Стадіон: Оболонь-Арена Глядачі: 100 Суддя: Кривоносов (Київ) |  |

| 16-й тур 30.10.2016 | «Оболонь-Бровар» (Київ)                    | 1:2      | «Десна»                                              | Київ                                                                   |  |
| 15:00               | І. Коваленко 21' Єременко 71' Проневич 81' | протокол | Мельник 3' Коберідзе 41' Максименко 49' Філіппов 77' | Стадіон: Оболонь-Арена Глядачі: 450 Суддя: Копієвський (Кропивницький) |  |

| 17-й тур 05.11.2016 | «Десна»                                                                       | 3:1      | «Іллічівець» (Маріуполь)                     | Київ                                                        |  |
| 14:00               | Фаворов 82' Філіппов 85' (пен.) 86' Філіппов 33' Коберідзе 64' Максименко 72' | протокол | Кольцов 19' (пен.) Фомін 29' Кісіль 59', 66' | Стадіон: Оболонь-Арена Глядачі: 800 Суддя: Романов (Дніпро) |  |

| 18-й тур 09.11.2016 | «Десна»                                                                      | 3:1      | «Миколаїв»                                                                  | Київ                                                               |  |
| 14:00               | Банасевич 10' Філіппов 87' Фаворов 89' (пен.) Максименко 57' Махновський 72' | протокол | Рогозинський 71' Момот 27' Муховиков 33' Буличев 45' Шаврін 72' Сартіна 79' | Стадіон: Оболонь-Арена Глядачі: 1 000 Суддя: Митровський (Ужгород) |  |

| 19-й тур 14.11.2016 | «Нафтовик-Укрнафта» (Охтирка)       | 2:0      | «Десна»                                                                      | Охтирка                                                 |  |
| 14:00               | Г. Пасіч 30' Арвеладзе 90+2' (пен.) | протокол | Мостовий 18' Банасевич 66' Коберідзе 39', 74' Філіппов 77' Махновський 90+2' | Стадіон: Нафтовик Глядачі: 500 Суддя: Кривоносов (Київ) |  |

| 20-й тур 19.11.2016 | «Десна»                  | 1:1      | «Черкаський Дніпро»   | Київ                                                           |  |
| 13:00               | Бовтрук 11' Мостовий 48' | протокол | Ковпак 35' Ковпак 77' | Стадіон: Оболонь-Арена Глядачі: 400 Суддя: Даньковський (Київ) |  |

Легенда:
| Перемога | Нічия | Поразка |

### Графік руху команди в таблиці чемпіонату по турам
| 2 |

| 3 |

| 5 |

| 5 |

| 5 |

| 5 |

| 4 |

| 5 |

| 5 |

| 5 |

| 3 |

| 3 |

| 3 |

| 3 |

| 3 |

| 3 |

| 3 |

| 3 |

| 3 |

| 3 |

| 3 |

| 3 |

| 2 |

| 2 |

| 2 |

| 2 |

| 3 |

| 3 |

| 2 |

| 2 |

| 2 |

| 2 |

| 2 |

| 2 |

| Перша ліга | Місце в таблиці |

| Перша ліга | Місце в таблиці |

## Кубок України
| 2-й попередній етап 10.08.2016 | «Геліос» (Харків)                              | 0:1      | «Десна»                                                                                      | Харків                                                 |  |
| 19:00                          | Єрохін 6' Гершман 47' Івашко 86' Масалов 90+2' | протокол | Щедраков 82' Чепурненко 3' Бовтрук 45' Щедраков 47' Фаворов 67' Махновський 86' Філіппов 89' | Стадіон: Сонячний Глядачі: 1 000 Суддя: Шандор (Львів) |  |

| 1/16 фіналу 21.09.2016 | «Десна»                                           | 1:0      | «Арсенал» (Київ)        | Харків                                               |  |
| 17:00                  | Фаворов 83' Мостовий 23' Братков 38' Щедраков 87' | протокол | Сітало 78' Турчанов 81' | Стадіон: Сонячний Глядачі: 50 Суддя: Фощій (Черкаси) |  |

| 1/8 фіналу 26.10.2016                                                                      | «Десна»        | 0:0 (6:7 пен.)                                                                  | «Дніпро»                                                       | Київ                                                          |  |
| 15:00                                                                                      | Коберідзе 115' | протокол                                                                        | Ротань 64' Кочергін 71' Кравченко 75' Вакулко 99' Кожушко 109' | Стадіон: Оболонь-Арена Глядачі: 2 070 Суддя: Козик (Мукачеве) |  |
|                                                                                            |                | Пенальті                                                                        |                                                                |                                                               |  |
| Чепурненко · Максименко · Філіппов · Картушов · Фаворов · Мостовий · Мельник · Чорноморець |                | Піко · Вакулко · Ротань · Блізніченко · Влад · Кравченко · Кожушко · Лопирьонок |                                                                |                                                               |  |

Легенда:
| Перемога | Нічия | Поразка |